# Egosoft
Egosoft (ehemals Ego Software) ist ein deutscher Hersteller von Computerspielen in Würselen, Städteregion Aachen.
Die Firma wurde am 1. Juni 1988 gegründet und entwickelte anfangs Spiele für den Amiga und später für den PC.

## Spiele

### Kommerziell
- Hotel Detective (Amiga, 1988)
- Fatal Heritage (Amiga, 1990)
- UGH! (Amiga und MS-DOS, 1992)
- Flies – Attack on Earth (Amiga und MS-DOS, 1993)
- Imperium Romanum (MS-DOS, 1996)
- X-Beyond the Frontier (Windows, 1999)
- X-Tension (Windows, 2000)
- X-Gold (Windows, 2000)
- X²: Die Bedrohung (Windows, 2003 – Apple Macintosh, 2005 – Linux, 2006)
- X³: Reunion (Windows, Deutsche Version: 18. November 2005 – Linux: 5. Dezember 2008)
- X³: Terran Conflict (Linux, Mac, Windows, 17. Oktober 2008)
- X³: Gold Edition (Linux, Mac, Windows, 24. März 2009)
- X: Superbox (Windows, 8. Oktober 2010)
- X³: Albion Prelude (Linux, Mac, Windows, 15. Dezember 2011)
- X Rebirth (Windows, 15. November 2013)[1]
- X4: Foundations (Linux, Windows, 30. November 2018)

### Werbespiele
- R1 R2 für Reemtsma (Amiga, 1990)
- Aquarius Game für Coca-Cola (Amiga, 1991)
- Pepsi World Games für Pepsi (Amiga, 1991)
- Light American Spacegame für Philip Morris (Amiga, 1992)
- Come Together (Around the World) für Stuyvesant (Amiga, 1992)
- Elefanten! für Elefantenschuhe (Amiga, 1993)
- Ketchup Connection für Kraft (Amiga und MS-DOS, 1993)
- Balduin der Pinguin für die Krankenkasse (MS-DOS, 1994)
- Heiermanns Return für die Sparkasse Gelsenkirchen (MS-DOS, 1995)
- Abenteuer Europa für die SPD (MS-DOS, 1994)
- No Future für das Umweltbundesamt (MS-DOS, 1996)